# Юмаково
Юма́ково (рос. Юмаково, башк. Йомаҡ) — присілок у складі Мелеузівського району Башкортостану, Росія. Входить до складу Зірганської сільської ради.
Населення — 176 осіб (2010; 202 в 2002).
Національний склад:
- башкири — 94%